# NLX (폼 팩터)
NLX(New Low Profile eXtended의 약자)는 인텔이 제안하고 IBM, DEC 및 기타 공급업체와 공동으로 개발한 저가형 대량 판매 소매 PC를 위한 폼 팩터였다. 릴리스 1.2는 1997년 3월에, 릴리스 1.8은 1999년 4월에 최종 확정되었다. NLX는 라이저 카드와 로우 프로파일 슬림라인 케이스를 포함하여 전반적인 디자인이 LPX와 유사했다. 최신 기술을 지원하면서도 비용을 절감하고 LPX의 주요 문제를 해결하기 위해 현대화되고 업데이트되었다. 크기는 10 × 8 in (254 × 203 mm)에서 13.6 × 9 in (345 × 229 mm)까지의 마더보드를 지정했다.
공식적으로 NLX 폼 팩터는 ATX 전원 공급 장치를 사용하도록 설계되었으며 동일한 소프트 전원 기능을 갖추고 있었다. 그러나 크기를 줄이기 위해 일부 NLX 케이스는 대신 더 작은 SFX 폼 팩터 또는 동일한 20핀 커넥터를 가진 독점 폼 팩터를 사용했다.
이전에 LPX 폼 팩터에 맞게 설계된 많은 슬림라인 시스템이 NLX에 맞게 수정되었다. NLX는 LPX와 달리 진정한 표준이어서 이전 폼 팩터보다 구성 요소의 상호 교환이 더 쉬웠다. IBM, 게이트웨이, NEC는 1990년대 후반에 주로 소켓 370 (펜티엄 II-III 및 셀러론)용으로 상당수의 NLX 컴퓨터를 생산했지만, NLX는 LPX만큼 널리 채택되지는 못했다. 가장 중요한 것은 최대 PC 제조업체 중 하나인 델이 NLX를 사용하지 않기로 결정하고 슬림라인 시스템에 사용할 자체 독점 마더보드를 만들었다는 점이다. 이 컴퓨터와 마더보드 중 상당수는 여전히 중고로 구할 수 있지만, 새로운 생산은 사실상 중단되었으며 슬림라인 및 소형 폼 팩터 시장에서 NLX는 마이크로-ATX, FlexATX, 미니 ITX 폼 팩터로 대체되었다.